# Stora hotellet, Umeå
Stora hotellet i Umeå uppfördes 1894–95 och blev då stadens största hotell. Hotellet är beläget på Västra Rådhusgatan 3, i kvarteret Heimdal vid Rådhusparken.
Sjömanshuset i Umeå beslöt efter branden 1888 att låta uppföra en byggnad innehållande kombinerat sjömanshus och stadshotell. I byggnaden inrymdes även matsal, schweizeri, biljardsalong och en festvåning som blev stadens lokal för officiella högtidligheter. Där firades Oscarsbalerna, hölls konserter och teaterföreställningar, och där bjöds kungligheter på galamiddag när järnvägen invigdes 1896.
Hotellet gavs ett optimalt läge för resande mellan de två viktigaste transportstråken, Storgatan och älven, mot vilken en terrass byggts i söder. Där uppfördes 1907 Umeås första teaterhus, ritat av Ragnar Östberg, som tyvärr brann ned redan fem år senare, i januari 1913.
Hotellets arkitekt, Viktor Åström, kom till Umeå efter stadsbranden som nyutexaminerad från KTH och blev ritare hos stadsarkitekt Fredrik Olaus Lindström. Hotellet är en av endast två byggnader som finns kvar av Åströms verk i Umeå.
Fasaden är i utpräglad nyrenässansstil och är markerad med gavelförsedda risaliter och en färgsättning med mycket kontrast; ljus spritputs tillsammans med mörkrött tegel och detaljer i gult och svart.
Byggnaden renoverades åren 2012–2014, både in- och utvändigt, i samband med bygget av Väven, Umeås nya kulturhus som nu breder ut sig över större delen av kvarteret. Mellan byggnaderna, i det som tidigare var hotellets innergård, finns nu ett glastäckt innetorg med butiker, kafé och den nya hotellrestaurangen Gotthards krog – som fått sitt namn efter hotellets förste restauratör, Gotthard Zetterberg..

## Bilder

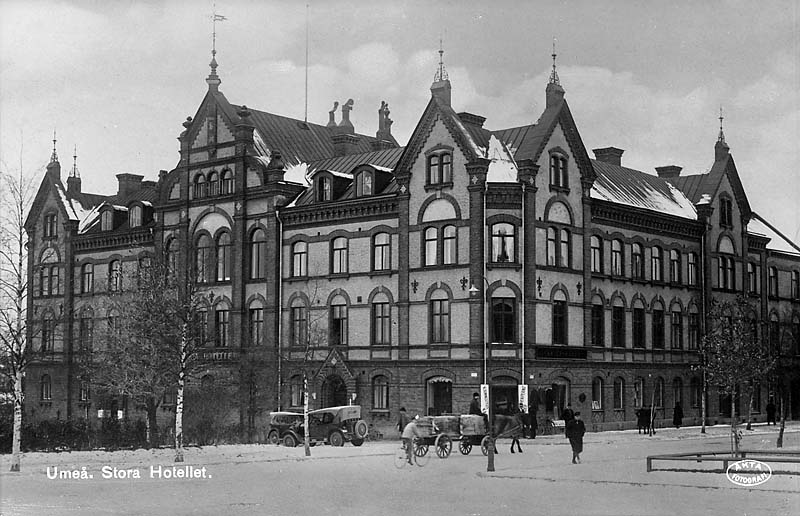
Stora hotellet, fotograferat någon gång mellan 1930 och 1949.
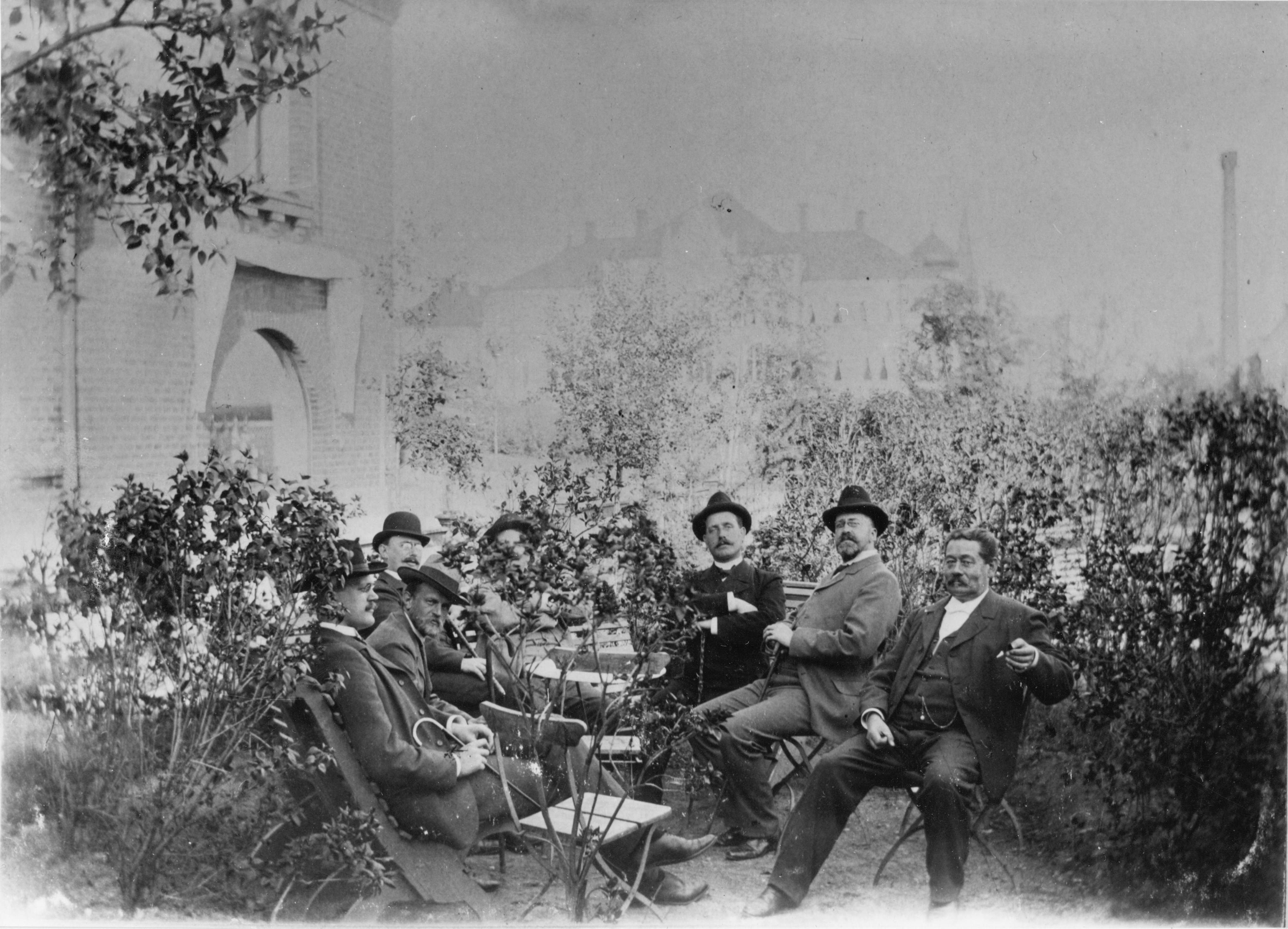
Stora hotellets terrass med uteservering, runt sekelskiftet 1900.
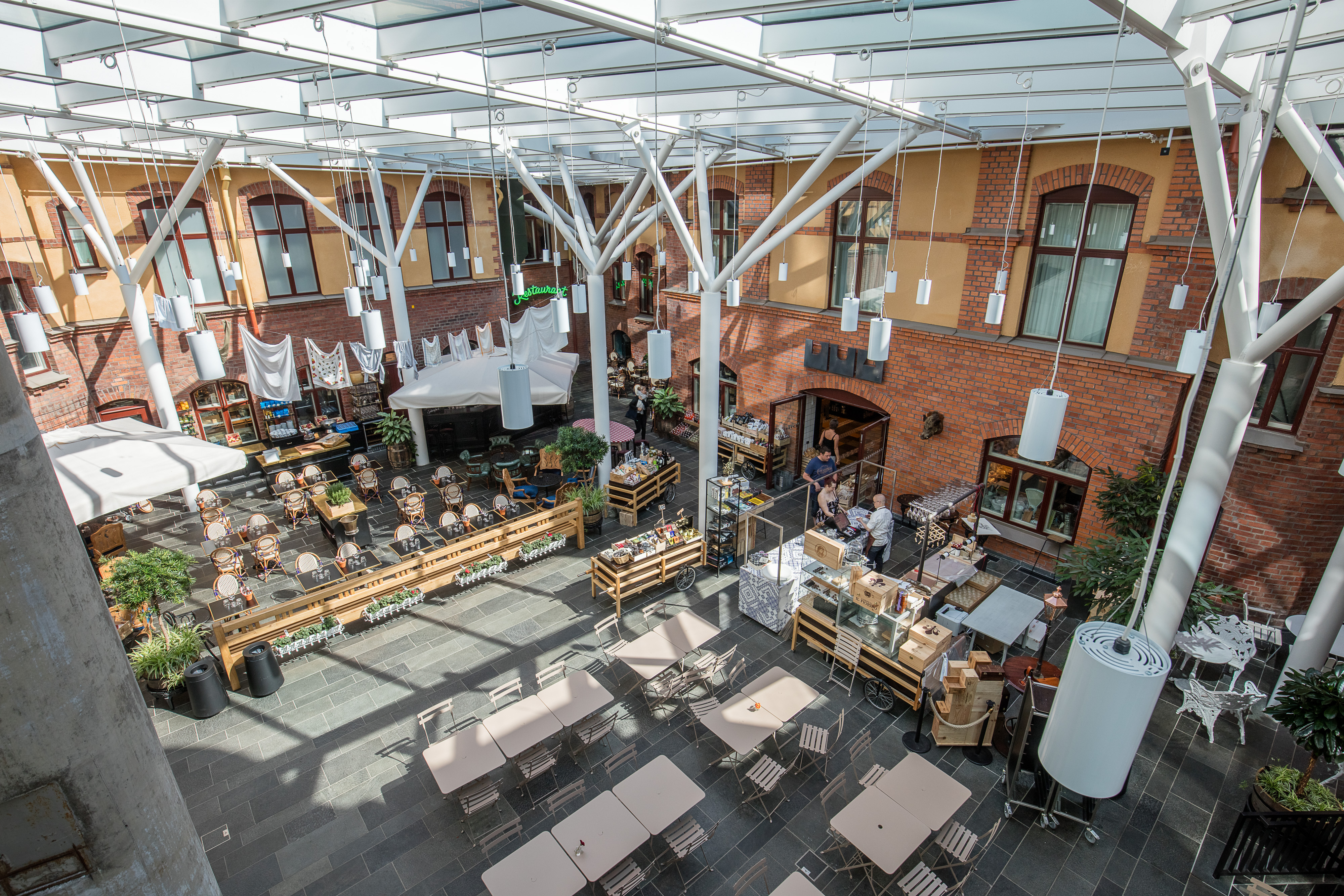
Innetorget mellan Stora hotellet och Väven, med Gotthards "inneservering".